# Stocco di Mammola

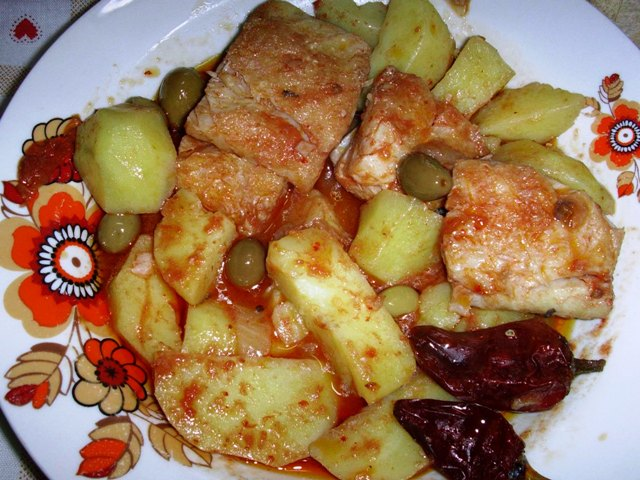
Stocco alla mammolese, plato típico de Mammola y Calabria.

El stocco di Mammola es un producto agroalimentario tradicional italiano de la provincia de Reggio Calabria a base de pescado, concretamente de merluza seca (stoccafisso). 